# 莱里奇
莱里奇是一座位于意大利北部拉斯佩齊亞省利古里亞地区的一个城镇，他是意属里维耶拉的一部分，位于Tellaro西部。
莱里奇所在的海湾被地岬包围，当中矗立着一座中世纪的城堡，在城堡里面有一座古生物学博物馆。

## 历史
这座城镇的历史可以追溯到伊特拉斯坎时期，在中世纪时期，它曾被Genovese统治，在卖给卢卡之后，因为共同的边界问题，这座小城开始卷入比萨与热那亚之间的冲突。

## 著名人物
- 马里奥·索尔达蒂
- 玛丽·雪莱
- 珀西·比希·雪莱
- 艾瑪·奧希茲

## 文化
莱里奇是著名的水手之乡。

## 友好城市
- 法國穆然 2008年